# Diatoma anceps

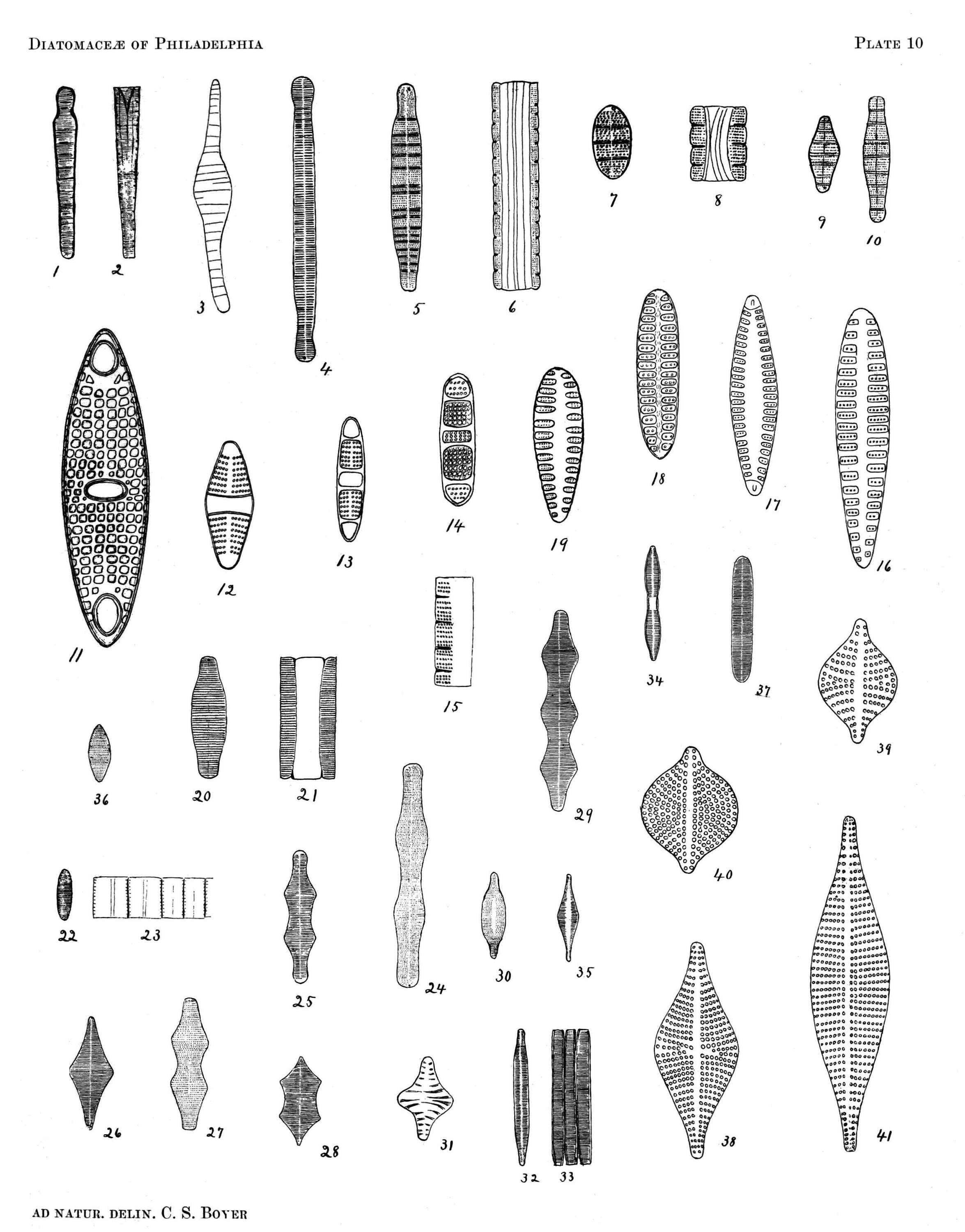
Okrzemki występujące w okolicach Filadelfii. D. anceps oznaczona numerami 5 (widok od góry) i 6 (widok od pasa obwodowego)

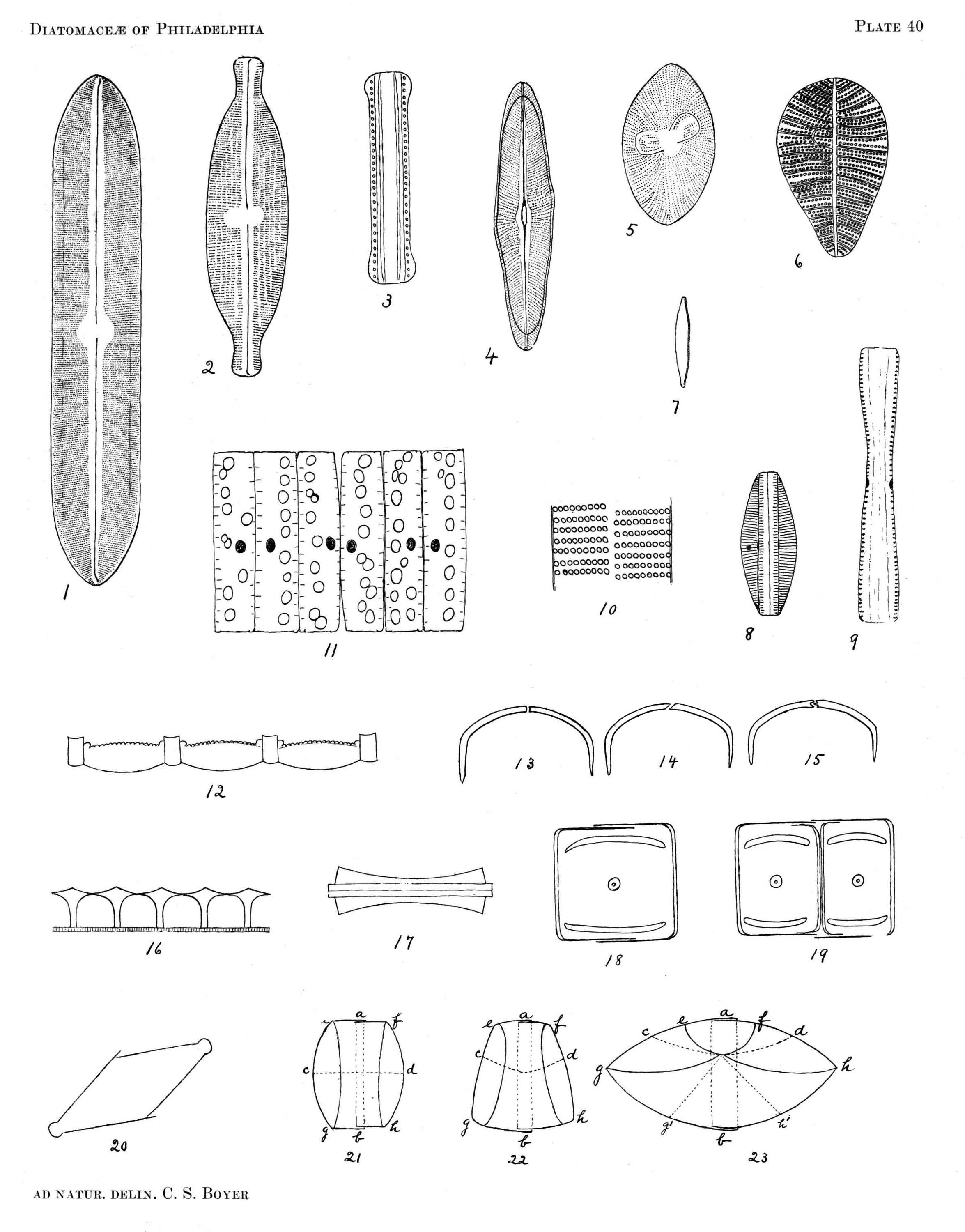
Okrzemki występujące w okolicach Filadelfii. Kolonia D. anceps oznaczona numerem 11

Diatoma anceps (syn. Odontidium anceps (Ehrenberg) Ralfs) – gatunek okrzemek występujących w ograniczonym do wąskiego obszaru gronie górskich strumieni bogatych w krzemiany, pojedynczo także w małych rzekach i wodach stojących w rejonach górskich, często w bardzo małych populacjach.

## Morfologia
Okrzemki żyjące jako element fitobentosu, tworzące kolonie w formie zamkniętych łańcuszków. Jednokomórkowe osobniki o rozmiarach 12–85 μm długości i 4–7 μm szerokości. Pancerzyki w widoku od strony pasa obwodowego prostokątnie-tabliczkowate z nieco zaokrąglonymi kątami. Pancerzyki w pełni wykształcone składają się z czterech wstawek. W widoku od strony okrywy izopolarne, linearne, ewentualnie zbliżając się do eliptycznych z prostymi, lekko wklęsłymi lub słabo wypukłymi brzegami i wyraźnie wyodrębnionymi, wyciągniętymi lub główkowatymi końcami. Poprzeczne żebra masywne, po 3-6 na odcinku 10 μm, w środku często nieco względem siebie przesunięte i po obu stronach często zróżnicowane pod względem grubości. Prążki 18-20 w 10 μm, widoczne także w mikroskopie świetlnym. Pole osiowe bardzo wąskie, ale przy odpowiednim ustawieniu ostrości wyraźnie widoczne. Na jednym końcu okrywy znajduje się bocznie usytuowany wyrostek labialny.
Jako jeden z niewielu przedstawicieli okrzemek pierzastych wytwarza spory przetrwalnikowe.

## Ekologia
Gatunek słodkowodny. Zasiedla wody ubogie w elektrolity, obojętne do lekko kwaśnych i oligotroficzne. Jego występowanie odnotowane zostało w Europie w krajach takich jak Polska, Albania (albańskie mokradła przybrzeżne), Wielka Brytania, Czechy, Niemcy, Rumunia, Hiszpania. Stwierdzany w gorących źródłach w Pamirze. Poza Europą i Azją występuje w Ameryce Północnej i Południowej.
W polskim wskaźniku okrzemkowym do oceny stanu ekologicznego rzek (IO) uznany za gatunek referencyjny zarówno dla rzek o podłożu węglanowym, jak i krzemianowym. Przypisano mu wartość wskaźnika trofii równą 0,3 a saprobii 1,5, co odpowiada preferencjom do wód mało zanieczyszczonych. Gatunek wskaźnikowy bardzo dobrej jakości wód.

## Gatunki podobne
Najbardziej podobnym z wyglądu gatunkiem jest Merdion circulare var. constrictum, która to w widoku od strony pasa obwodowego ma kształt klinowaty, stopniowo zwężający się od szerokiego bieguna górnego po biegun dolny. Widok od strony okrywy również klinowaty, z szeroko, tępo zaokrąglonym (pozbawionym wyodrębnienia) biegunem górnym. Diatoma anceps różni się jednak ze względu na swój zawsze izopolarny kształt okryw i prostokątny (a nie klinowaty) widok od strony pasa obwodowego.